# Museo dell'uomo e dell'ambiente
Il museo dell'uomo e dell'ambiente è un museo archeologico ed etnografico che si trova all'interno di Palazzo Pretorio di Terra del Sole, nel comune di Castrocaro Terme e Terra del Sole, in Emilia-Romagna.

## Storia
Il museo nasce nel 1972 per volontà della Pro Loco, per dare una collocazione alla raccolta etnografica di oggetti della vita contadina e artigiana locale che stava scomparendo.

## Percorso espositivo

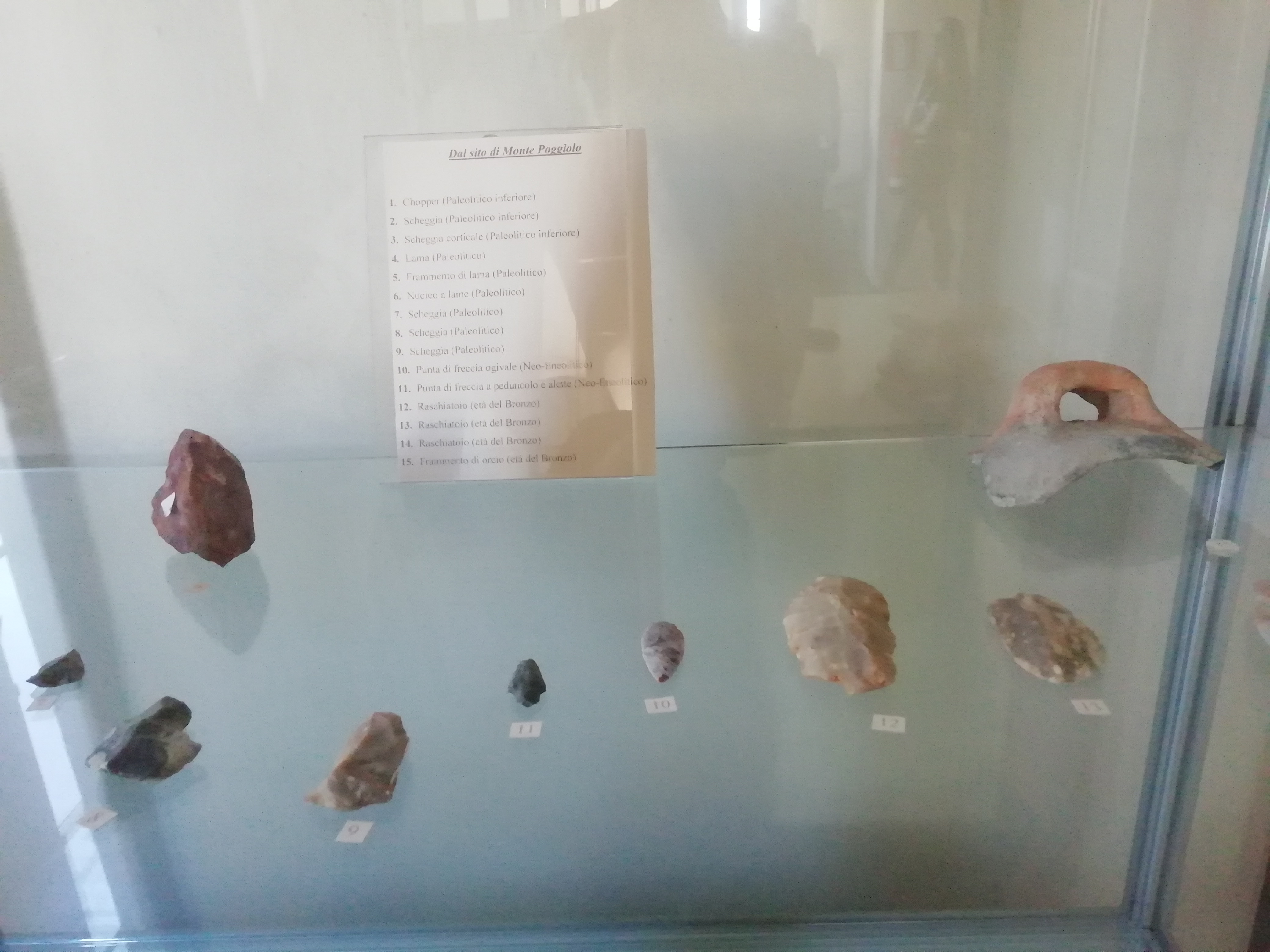
Reperti archeologici databili dal Paleolitico all'età del Bronzo provenienti dagli scavi di Monte Poggiolo

Il museo propone due percorsi di visita. Il percorso storico-architettonico è incentrato sulla storia della città fortezza di Terra del Sole e si sviluppa dalla sala 1 alla sala 11, mentre il percorso etno-antropologico, legato al territorio e alla tradizione locale, si sviluppa dalla sala 12 alla sala 25.
Le segrete del palazzo sono visitabili solo virtualmente per preservarne il delicato microclima e, di conseguenza, gli affreschi.

### Percorso storico-architettonico
- Sala 1: Stanza del Cancelliere
- Sala 2: Aula del Tribunale
- Sala 3: Centro di documentazione
- Sala 4: Laboratorio di restauro

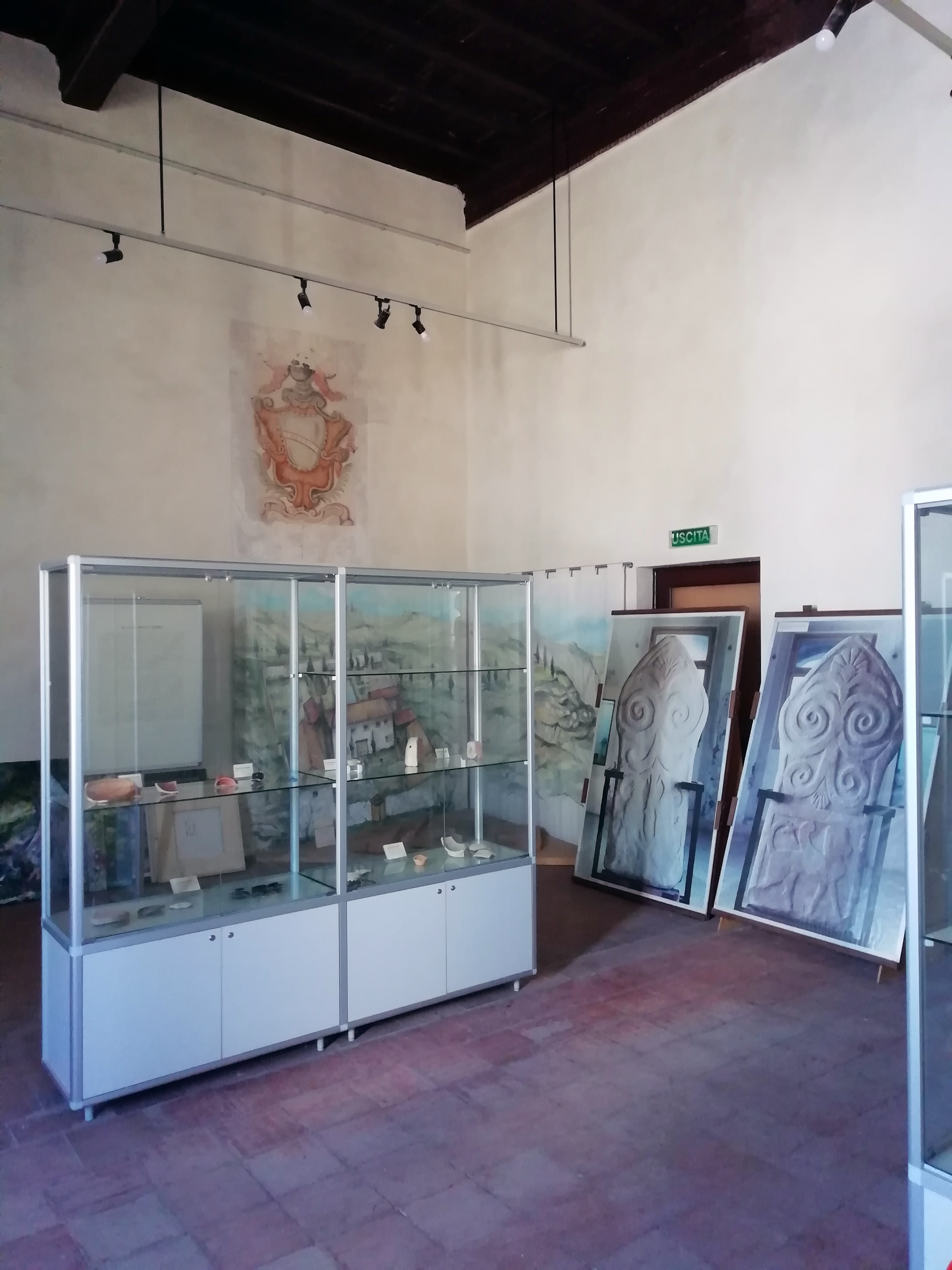
Vetrina nella Sala 7

- Sala 5: Deposito dei reperti archeologici
- Sala 6: Sala del Tempo

Una parte della Sala 6 accoglie la collezione di Mario Pini di reperti fossili provenienti dai depositi locali, sia argillosi che di roccia arenaria calcarea (detta "spungone"). Un'altra sezione della sala è dedicata ai costumi e alla moda sul territorio, per contestualizzare i costumi del Palio di Santa Reparata esposti in un altro spazio. Il nome di Sala del Tempo evoca per la presenza del quadrante dell'orologio che ornava la facciata del palazzo.
- Sala 7: Il popolamento del territorio: dalla Preistoria alla Protostoria

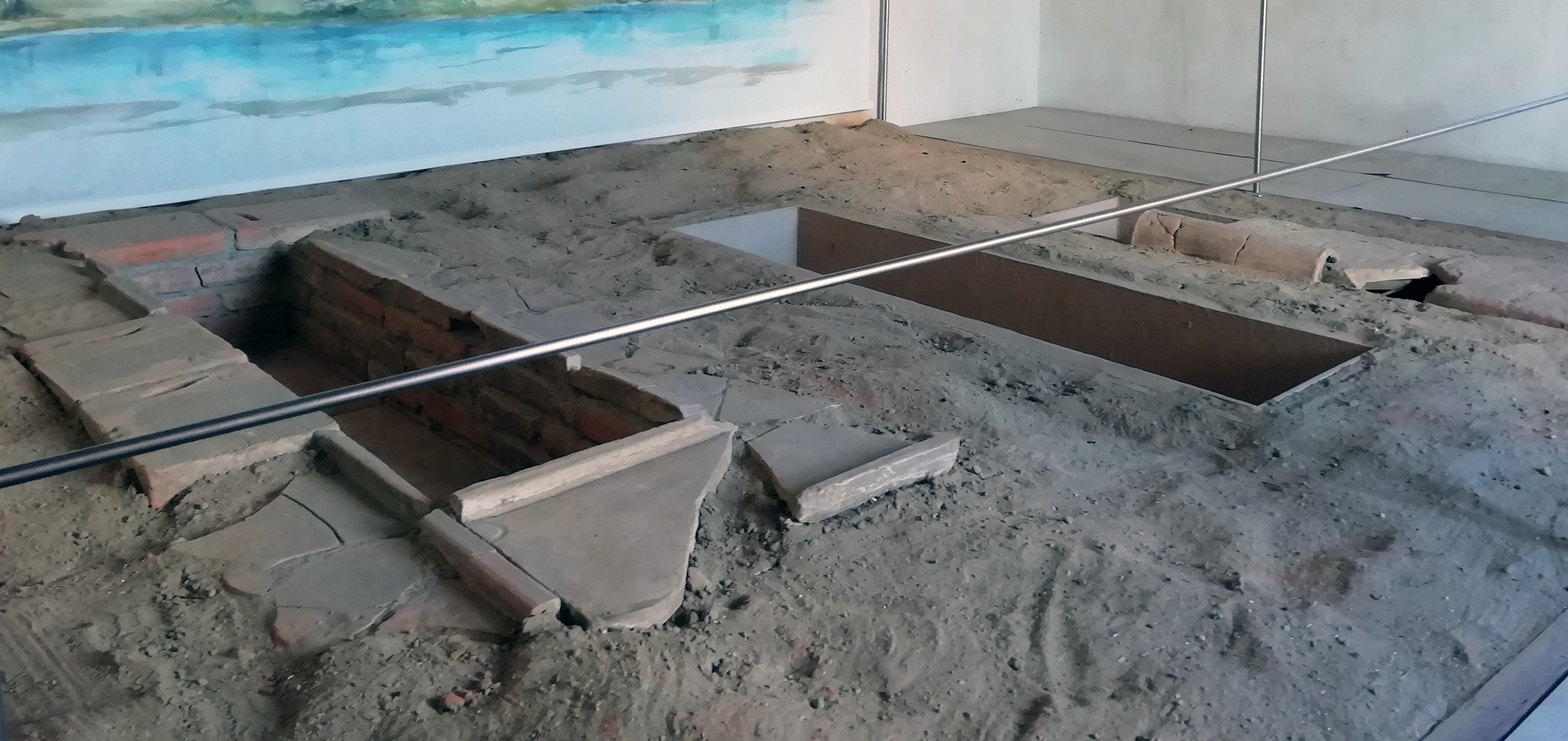
Sepolture romane nella Sala 8

- Sala 8: L'epoca romana

Nella sala si conservano alcune sepolture romane provenienti dai dintorni della città fortezza. Alle pareti i lacerti delle antiche decorazioni sono stati restaurati negli anni 2010.
- Sala 9: Salone dei commissari
- Sala 10: Aula multiproiezione
- Sala 11: Aula didattica

### Percorso etno-antropologico
- Sala 12: Il rito
- Sala 13: Campagna, popoli e paesi: condizioni di vita popolare; la casa colonica e la famiglia Mezzadrile
- Sala 14: La cucina e la vita domestica
- Sala 15: La camera da letto e il corredo

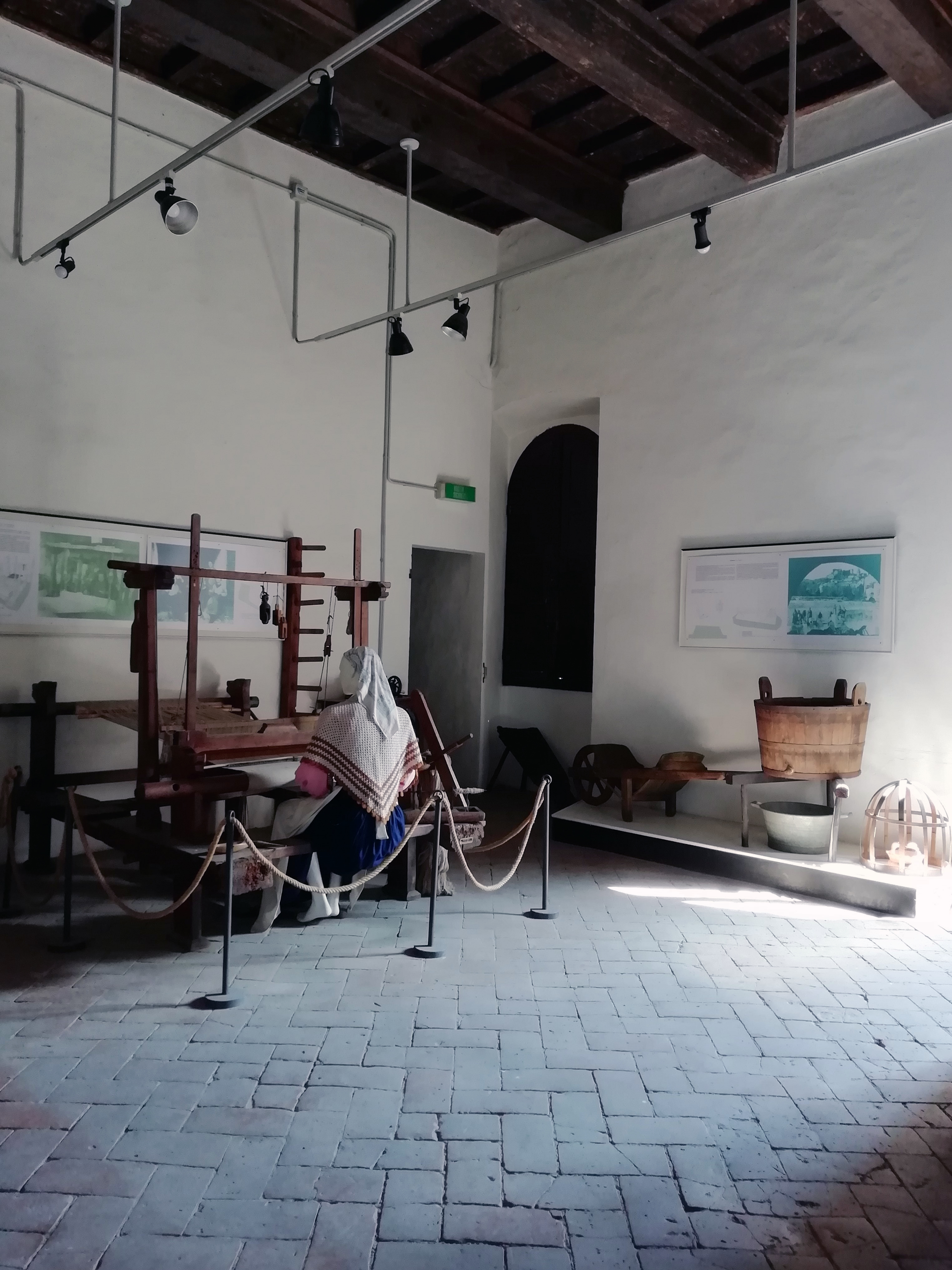
Il telaio tradizionale nella sala 16

- Sala 16: Il lavoro domestico femminile
- Sale 17 e 18: Forme di vita aggregata: svaghi e passatempi
- Sale 19 e 20: I mestieri artigianali

Le sale 19 e 20 sono dedicate agli antichi mestier tra cui quelli del falegname, del fabbro, del "cordarino", del calzolaio e del sarto
- Sala 21: La fabbrica di Terra del Sole
- Sala 22: Il territorio
- Sala 23: Il lavoro dei campi: dalla pianura alla fascia pedecollinare
- Sala 24 (Balleria o Sala della Musica): Il lavoro dei campi: la collina e la montagna
- Sala 25 (Cantine del Palazzo): Il ciclo del vino

La Sala 25 è quella delle cantine del palazzo ed è dedicata al ciclo del vino